# Verwundung

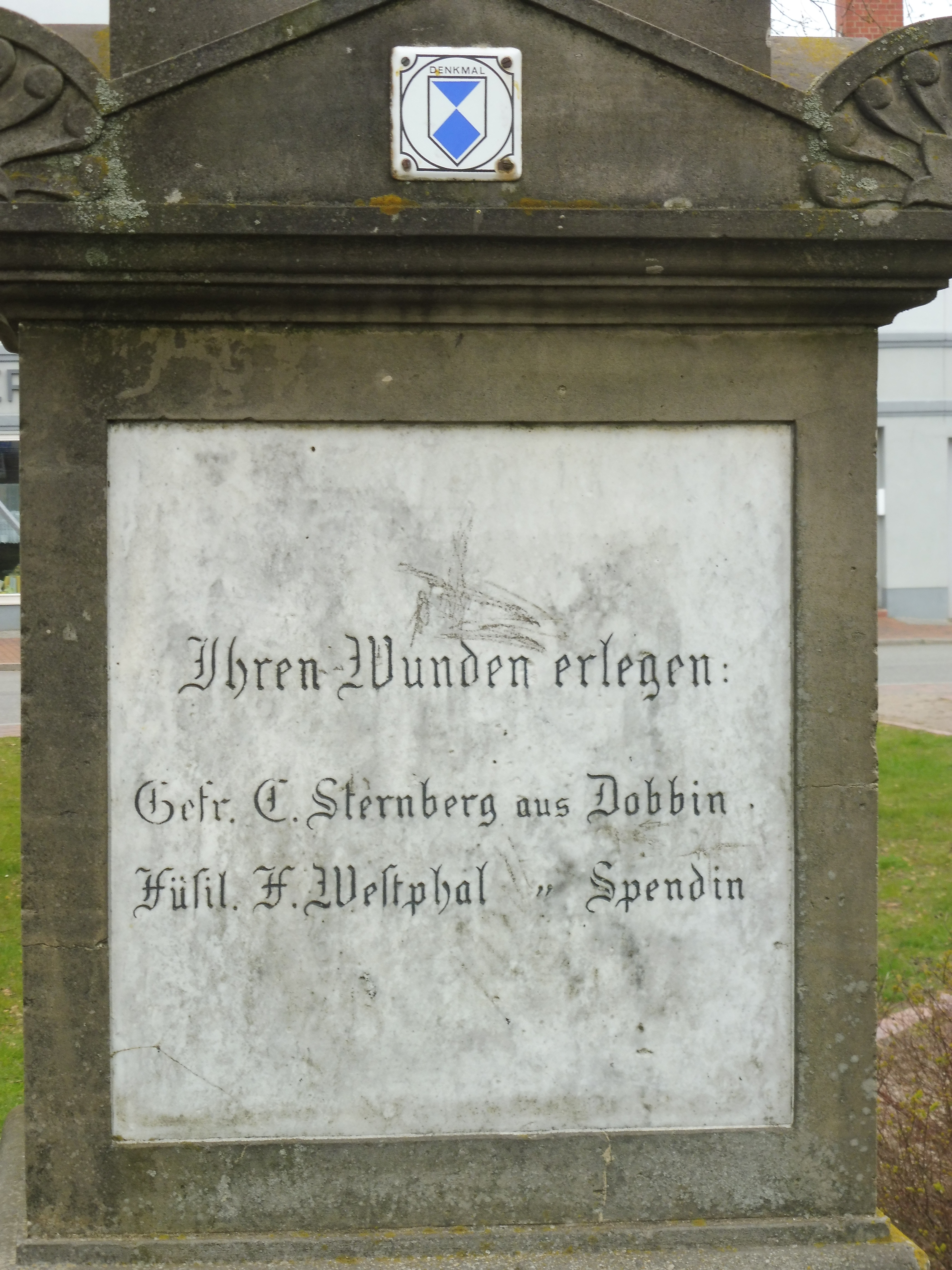
Kriegerdenkmal in Goldberg

Verwundung ist eine kriegsbedingte Verletzung von Soldaten. Sie kann auch die Seele betreffen.
Soldaten mit bleibenden Verwundungsfolgen werden als Kriegsversehrte bezeichnet. Eine Verwundung kann zu Invalidität führen und Ansprüche auf staatliche Entschädigungen und Renten im Sinne der Sozialgesetzgebung begründen.
In Deutschland spricht man bei einer Verwundung von Soldaten im Dienst auch von Wehrdienstbeschädigung, zu der es gesetzliche Regelungen gibt.